# Будковце
}} 
Будковце (словац. Budkovce) — село, громада в окрузі Михайлівці, Кошицький край, Словаччина. Село розташоване на висоті 102 м над рівнем моря. Населення — близько 1500 чол. (переважно словаки). Вперше згадується в 1319 році. В селі є поштове відділення, філія Словацького банку, страхова компанія, відділ реєстрації народження, спортивний зал та футбольне поле.

## Населення
| Рік:            | 1994. | 2004.   | 2014.   | 2024. |
| --------------- | ----- | ------- | ------- | ----- |
| Кількість осіб: | 1552  | 1476    | 1505    | 1505  |
| Різниця:        |       | -4,89 % | +1,96 % | +0 %  |

| Рік:            | 2023. | 2024.   |
| --------------- | ----- | ------- |
| Кількість осіб: | 1490  | 1505    |
| Різниця:        |       | +1,00 % |